# Frances Farmer
Frances Elena Farmer (19. září 1913, Seattle – 1. srpna 1970, Fishers) byla americká divadelní a filmová herečka. O jejím životě byly natočeny tři filmy, napsány tři knihy, řada písní a bulvárních článků.

## Životopis
Narodila se právníkovi Ernestu Farmerovi a Lillianě Farmerové. Vystudovala herectví na University of Washington v Seattlu s ambicemi stát se divadelní herečkou. Přestěhovala se do New Yorku, kde zkoušela proniknout na Broadway theatre, avšak neúspěšně. Poté se roku 1935 přestěhovala do Hollywoodu. Zde podepsala sedmiletou smlouvu s filmovým studiem Paramount Pictures, které v ní vidělo úspěšnou herečku. Zahrála si několik nadějných rolí, ale bez úspěchu. Zkusila tedy opět divadelní činnost v New Yorku. Zde vystupovala s divadelní skupinou Group Theatre pod režií tehdy mladého režiséra Elia Kazana. Nicméně ani zde nebyla nikterak spokojená a tak se v roce 1940 opět vrátila do Hollywoodu, kde hrála především v "béčkových" filmech.
Po různých skandálech byla v roce 1943, částečně kvůli svým radikálním politickým názorům, v Lakewoodu uznána za duševně nemocnou. Následovala jedenáctiletá odyssea přes různé psychiatrie.
Roku 1958 hrála ještě v jednom filmu a získala dokonce možnost účinkovat ve vlastním show, která se vysílala až do roku 1964. V posledních letech života zůstala u pomocných prací.
Farmer zemřela v roce 1970 na rakovinu jícnu.

## Filmografie
| Rok       | Film                       | Role                       | Poznámka                                    |
| --------- | -------------------------- | -------------------------- | ------------------------------------------- |
| 1936      | Too Many Parents           | Sally Colman               |                                             |
| 1936      | Border Flight              | Anne Blane                 |                                             |
| 1936      | Rhythm on the Range        | Doris Halliday             |                                             |
| 1936      | Děvče z baru               | Lotta Morgan/Lotta Bostrom |                                             |
| 1937      | Exclusive                  | Vina Swain                 |                                             |
| 1937      | The Toast of New York      | Josie Mansfield            |                                             |
| 1937      | Ebb Tide                   | Faith Wishart              |                                             |
| 1938      | Ride a Crooked Mile        | Trina                      |                                             |
| 1940      | South of Pago Pago         | Ruby Taylor                |                                             |
| 1940      | Flowing Gold               | Linda Chalmers             |                                             |
| 1941      | World Premiere             | Kitty Carr                 |                                             |
| 1941      | Badlands of Dakota         | Calamity Jane              |                                             |
| 1941      | Among the Living           | Elaine Raden               |                                             |
| 1942      | Kavalír pomsty             | Isabel Blake               |                                             |
| 1943      | I Escaped from the Gestapo | Montage sequence           |                                             |
| 1958      | The Party Crashers         | Paní Bickford              |                                             |
| 1958      | Playhouse 90               | Val Schmitt                | Epizoda: "Reunion"                          |
| 1958      | Matinee Theatre            |                            | Epizoda: "Something Stolen, Something Blue" |
| 1958      | Studio One                 | Sarah Walker               | Epizoda: "Tongues of Angels"                |
| 1958–1964 | Frances Farmer Presents    |                            |                                             |

## Zajímavosti
- V roce 1982 byl natočen celovečerní film Frances o jejích životě. Hlavní roli hrála Jessica Lange, která byla nominována na Oscara.
- Hudební kapela Nirvana vydala album In Utero, ve kterém je píseň s názvem Frances Farmer will have her revenge on Seattle.
- Britská kapela Culture Club nazpívala píseň Medal Song, která vypráví o jejím životě.
- Francouzsko-kanadská zpěvačka Mylène Farmer si zvolila pseudonym podle této herečky.